# المیده
المیده (به عربی: المیدة) یک منطقهٔ مسکونی در تونس است که در استان نابل واقع شده‌است. المیده ۴٬۱۷۶ نفر جمعیت دارد.